# بين المحاور (يافع)

تعديل مصدري - تعديل

بين المحاور هي إحدى قرى عزلة لبعوس بمديرية يافع التابعة لمحافظة لحج، بلغ تعداد سكانها 539 نسمة حسب تعداد اليمن لعام 2004.